# Pic Chaussy
Pic Chaussy är en bergstopp i Schweiz. Den ligger i distriktet Aigle och kantonen Vaud, i den sydvästra delen av landet, 70 km söder om huvudstaden Bern. Toppen på Pic Chaussy är 2 351 meter över havet.